# 김한솔 (김정남의 아들)
김한솔(1995년 6월 16일 ~ )은 조선민주주의인민공화국의 김정남의 서장자이다. 본관은 전주 김씨이다.

## 학력
- 유나이티드 월드칼리지 모스타르 졸업
- 파리정치대학 르아브르캠퍼스 (졸업)

## 생애
김한솔은 1995년 6월 16일에 평양에서 태어났다. 아버지 김정남이 후계 구도에서 밀리자 여러나라를 떠돌아 다녔고, 이후 2011년 10월 보스니아 헤르체고비나의 국제학교에 입학했고 보스니아 당국이 취학 비자를 발급해 주었다. 그는 당초 홍콩의 리포춘 유나이티드 월드칼리지 (Li Po Chun United World College)에 등록할 예정이었지만 홍콩 당국이 비자 발급을 거절하여 2012년부터 유럽에서 학교를 다니기로 하였고, 보스니아행을 결정하였다고 한다. 2013년 5월 30일에 국제학교를 졸업했고 그해 2013년 8월에 파리 정치 대학에 진학, 2016년 졸업했다. 2017년 1월의 아버지 김정남이 조선민주주의인민공화국의 사주를 받은 것으로 추정되는 베트남, 인도네시아 국적의 여성들에게 살해당한 후에 망명을 하였지만, 김한솔의 소재는 명확하게 확인되고 있지 않다.

## 기타
2012년 10월 16일에 핀란드의 한 방송국에서 국제 연합의 사무차장과 보스니아 헤르체고비나의 인권 특별특사로 활동했던 핀란드 출신의 정치인 엘리자베스 렌 (Märta Elisabeth Rehn)이 진행한 이 인터뷰에서 북한 복지 향상에 기여하고 싶으며, 세계적인 인도주의적 프로젝트(Humanitarian Project)에 참여해 인권 향상을 위해 노력하고 세계 평화를 구축하고 싶다는 포부를 밝혔다.
또한 숙부인 김정은의 독재 및 철권통치를 비판했으며 북한 사람들이 처참하게 살아가고 있는데 언젠가 북한에 가서 인민들을 돕고 싶다고 밝혔다.

## 가족 관계
- 증조부 : 김일성 (金日成, 1912년 4월 15일 ~ 1994년 7월 8일)
- 증조모 : 김정숙 (金正淑, 1917년 12월 24일 ~ 1949년 9월 22일)
  - 할아버지 : 김정일 (金正日, 1941년 2월 16일 ~ 2011년 12월 17일)
  - 할머니 : 성혜림 (成蕙琳, 1937년 1월 24일 ~ 2002년 5월 18일)
    - 아버지 : 김정남 (金正男, 1971년 5월 10일 ~ 2017년 2월 13일)
    - 어머니 : 이혜경 (李惠京, 1970년 ~ )

- 형제
  - 여동생 : 김솔희 (1998년 ~ )
  - 이복동생 : 김금솔 (1999년 ~ )
  - 이복동생 : 김이순

## 같이 보기
- 김일성가
- 조선민주주의인민공화국의 정치